# Молочай мигдалолистий
Молочай мигдалолистий (Euphorbia amygdaloides) — вид рослин родини молочайні.

## Назва
Англійською мовою називається «молочай деревоподібний» (англ. wood spurge).

## Будова
Привабливий багаторічний до 60 см висоти. Вічнозелені яйцеподібні злегка волохаті шкірясті листя утворюють килим, що покриває ґрунт. Світло-зелені квіти (циатій) з'являються на високих квітконіжках навесні.

## Поширення та середовище існування
Зростає у Європі та північно-західній Туреччині. Існують відомості про те, що цей вид молочая росте в Україні.

## Практичне використання
Популярна декоративна рослина.

## Галерея

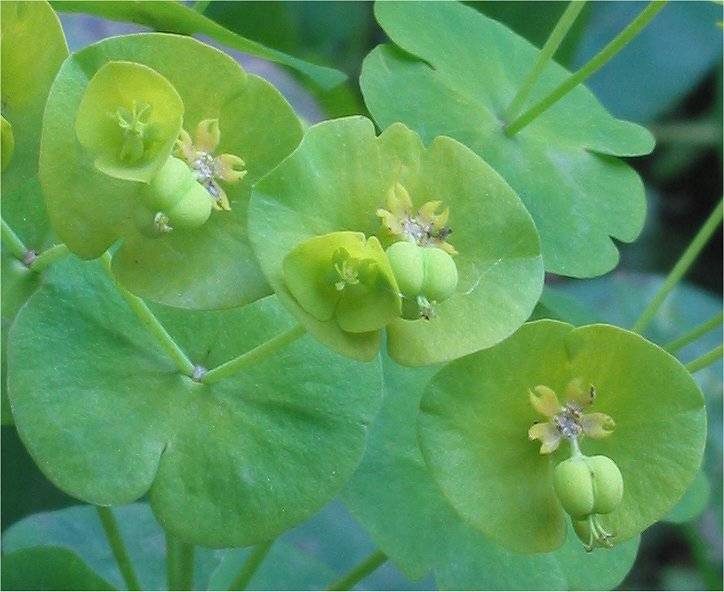
Квіти
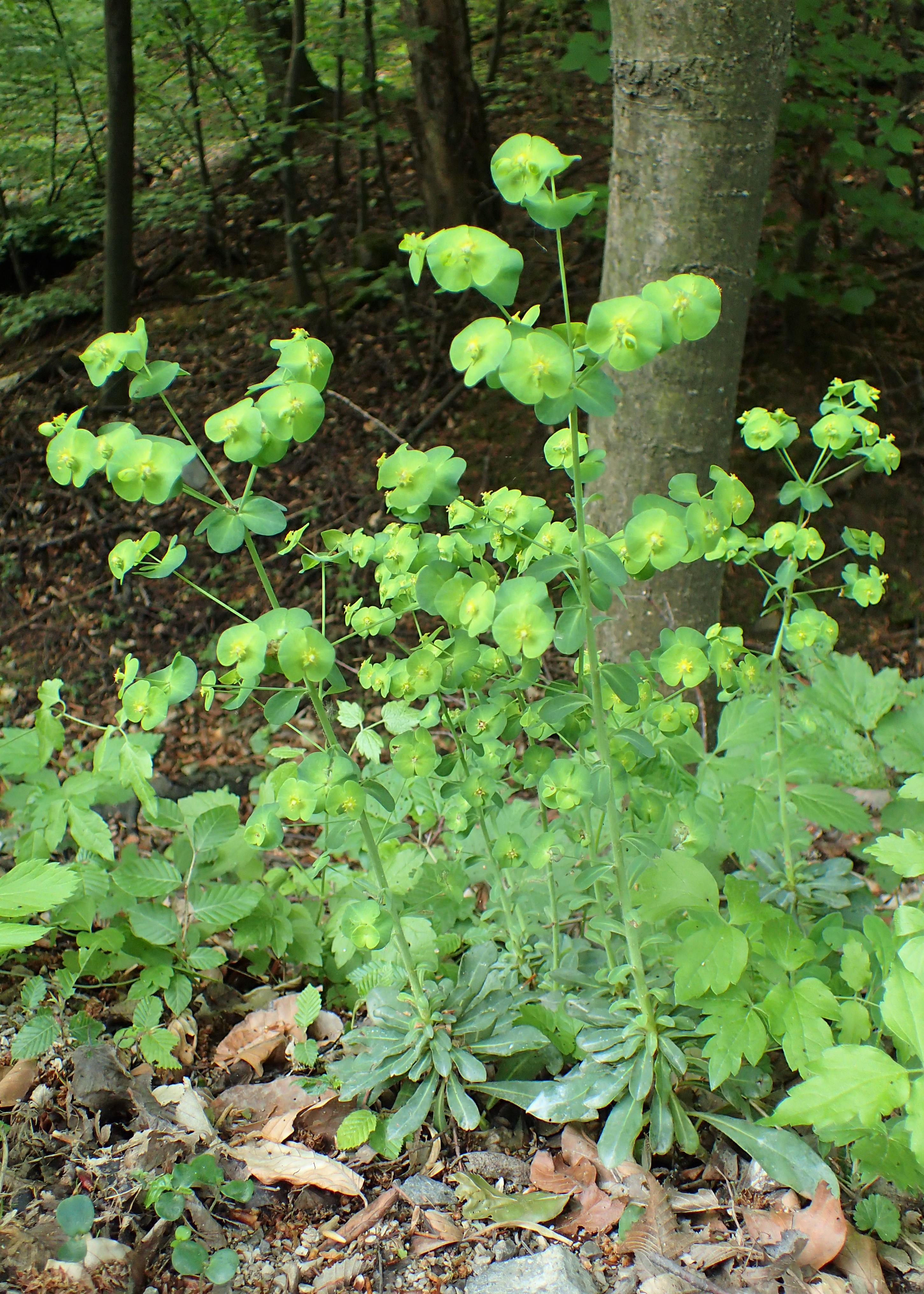
Загальний вид рослини
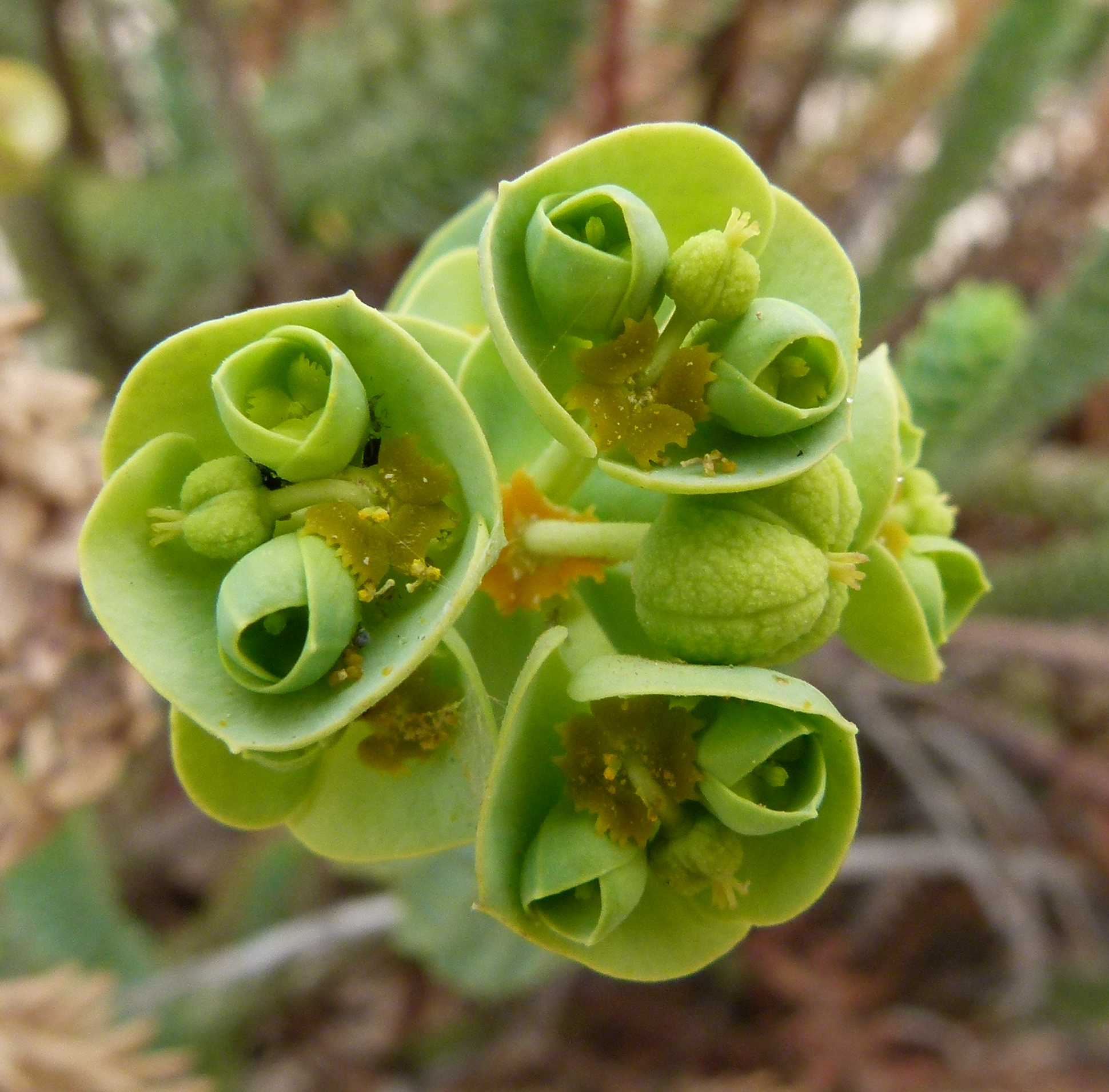
Квіти
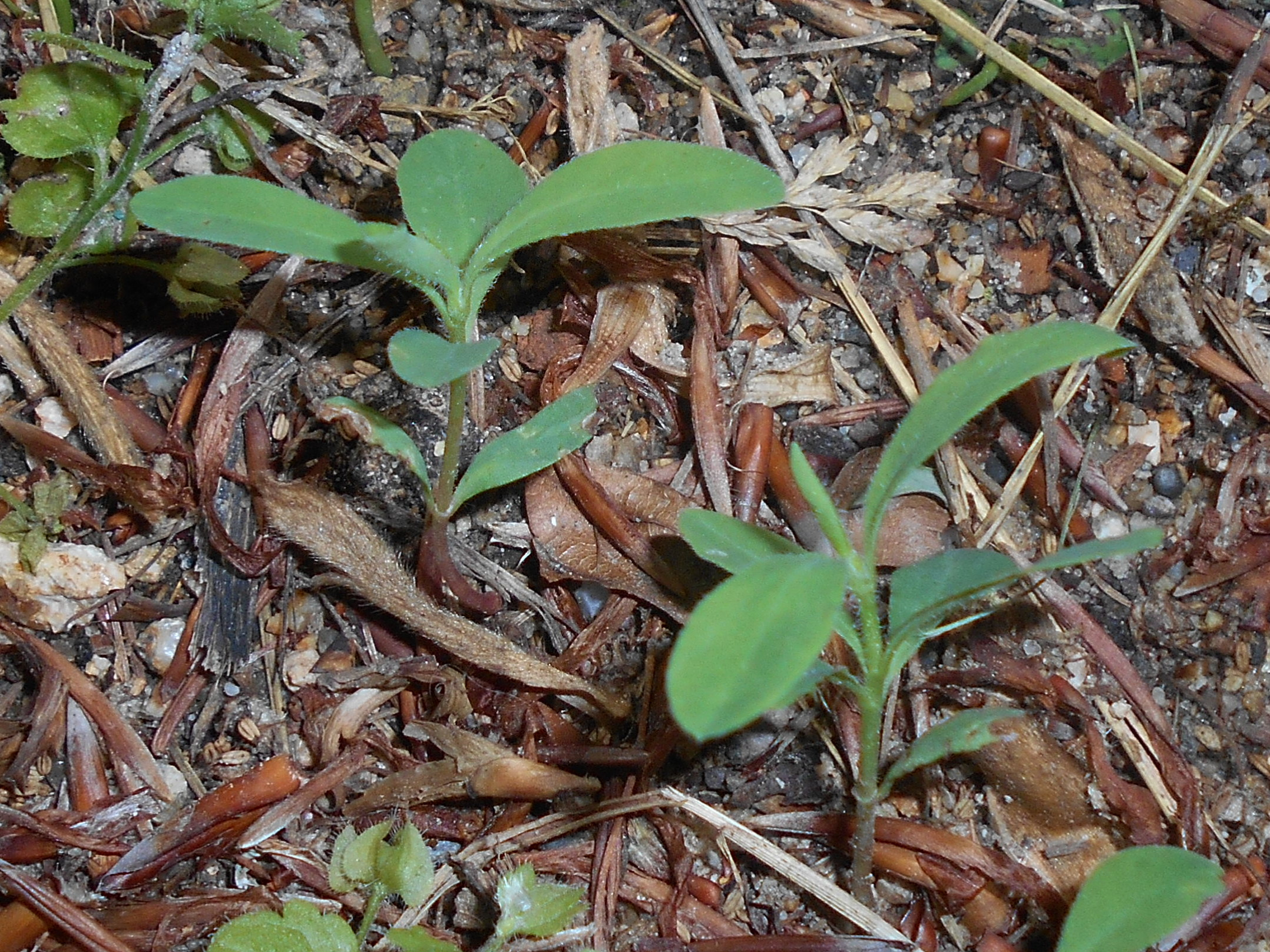
Молоді паростки